# 샤나 (가수)
샤나(1957년 ~)는 대한민국의 가수다. 과거 미국에서 활동했으며, 신금보, 신금비라는 예명도 사용했던 바 있다.

## 방송
- 코리아 갓 탤런트 1 (2011)
- 슈퍼 디바 2012 (2012) - 준우승

## 음반
- 신금보 (1995)
- 시작이란 끝 (2005)
- 사랑하세요 (2007)
- 내 영혼이 은총 입어 (2020)
- 소통/사랑하세요 (2020)